# Трёхусый звонарь
Трёхусый звонарь, или трёхусый кузнец (лат. Procnias tricarunculatus), — вид птиц семейства котинговых. Подвидов не выделяют. Распространён в Центральной Америке.

## Описание

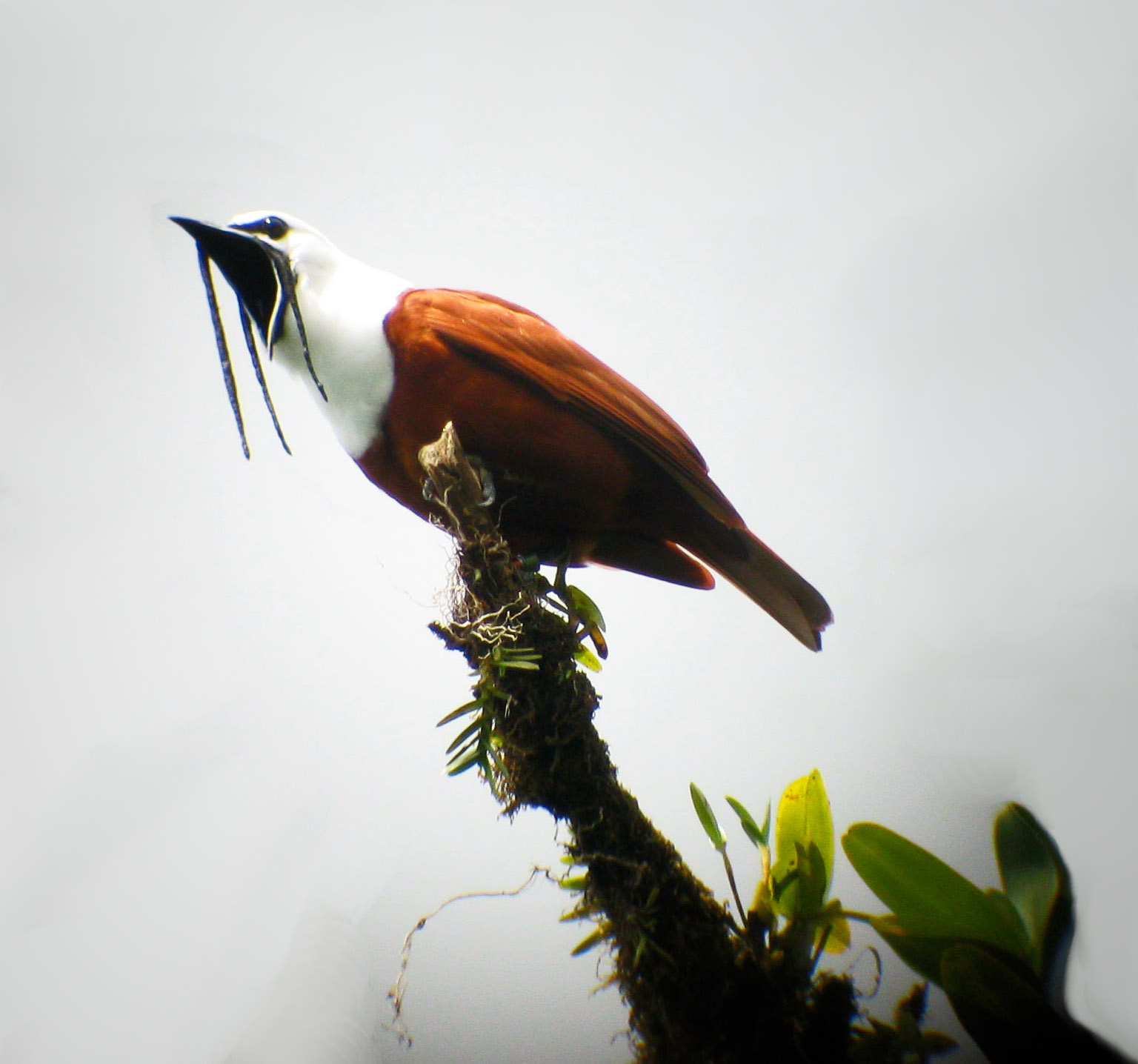
Самец в Коста-Рике

Взрослые самцы достигают длины 30—33 см и массы около 220 г, а самки немного мельче, достигают длины около 25 см и массы около 145 г. Тело, хвост и крылья самца тёмно-коричневые; голова, шея, верхняя часть груди — белые; уздечка, окологлазное кольцо и клюв — чёрные. Птица получила название из-за трёх растущих кожаных серёжек, которые свисают у основания клюва. Эти серёжки могут достигать 10 см в длину, удлиняясь во время песни и ухаживаний. Серёжки остаются мягкими, даже когда они удлинились. Самец трясёт серёжками, но в противном случае они свисают прямо вниз. Серёжки не являются эректильными, так как не находятся под контролем мышц. Крайние серёжки не торчат в стороны, а средняя не растягивается непосредственно ввысь, как показано на некоторых старых иллюстрациях и образцах. Самка меньше самца и менее заметна: она полностью оливкового цвета с желтоватыми полосами внизу и не имеет серёжек.

## Песня
Из-за скрытного поведения этой птицы, её зачастую можно обнаружить только по характерному «колокольному» голосу, издаваемому исключительно самцами. С близкого расстояния, вокализация многих особей в Коста-Рике представляет собой сложную песню, состоящую из трёх частей, а звук бонк дал птице название. Песни особей отличаются в Никарагуа и Панаме, однако эти песни также имеют очень громкие, но менее звонкие ноты.
Исследования записей пения птиц Дональдом Крудсманом, находящихся в архиве Корнеллской орнитологической лаборатории, показали, что трёхусый звонарь является уникальным членом среди своего подотряда, так как он разучивает их мелодии, несмотря на то, что песня определяется инстинктом, так как за последние годы она изменилась, что и было на записи.

## Питание
Трёхусый звонарь питается исключительно плодами авокадо, как в период размножения, так и в период зимовки. Видовой состав рациона меняется в течение года.

## Распространение
Трёхусый звонарь распространен в Коста-Рике, Панаме, Никарагуа и Гондурасе. Совершает вертикальные миграции. Во время сезона размножения обитает во влажных горных лесах на высоте от 1200 до 2100 м над уровнем моря. Вне периода размножения может подниматься до 3000 метров над уровнем моря и опускаться в низменности до высоты 600 метров, посещая вторичные леса, высокие деревья на полуоткрытых участках вблизи более крупных лесов.